# Cognin
Cognin és un municipi francès, situat al departament de la Savoia i a la regió d'Alvèrnia-Roine-Alps.